# Gefecht bei Villepion
Weißenburg – Spichern – Wörth – Colombey – Straßburg – Toul – Mars-la-Tour – Gravelotte – Metz – Beaumont – Noisseville – Sedan – Sceaux – Chevilly – Bellevue – Artenay – Châtillon – Châteaudun – Le Bourget – Coulmiers – Amiens – Beaune-la-Rolande – Villepion – Loigny und Poupry – Orléans – Villiers – Beaugency – Nuits – Hallue – Bapaume – Villersexel – Le Mans – Lisaine – Saint-Quentin – Buzenval – Paris – Belfort
Das Gefecht von Villepion (Ortsteil von Terminiers, zwischen Terminiers und Nonneville) am 1. Dezember 1870 zwischen zwei Divisionen des französischen XVI. Korps unter General Chanzy und dem I. Bayerischen Armee-Korps war eine Schlacht des Deutsch-Französischen Krieges.

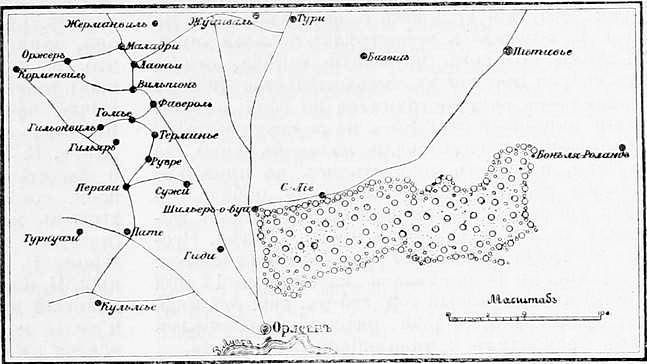
Gefecht bei Villepion

Nach der Schlacht bei Beaune-la-Rolande am 28. November 1870 gingen die Korps im Zentrum der französischen Loirearmee weiter vor und machten dabei einen Schwenk nach Osten in Richtung auf Pithiviers. Dabei trafen am frühen Nachmittag des 1. Dezember 1870 eine Infanteriedivision und eine Kavalleriedivision des französischen XVI. Korps auf Teile des I. Bayerischen Korps. Die Kämpfe begannen beim Ort Terminiers und den westlichen Ortsteilen dieses Ortes. Obwohl während der Kämpfe das gesamte I. Korps eingriff, war die Stellung für die Bayern nicht zu halten und es kam zum Rückzug nach Villepion. General von Stephan, Kommandeur der bayerischen 1. Division, wurde durch eine Chassepotkugel am Unterleib und durch einen Granatsplitter in der Brust schwer verwundet.
Die Kämpfe dauerten hier noch bis zum Einbruch der Nacht. Im Schutz der Dunkelheit zogen sich die Bayern dann weiter zurück und vereinigten sich mit den weiteren Einheiten der Armeegruppe unter Friedrich Franz II. von Mecklenburg-Schwerin bei Goury und Villeprivost (Loigny la Bataille). Der Rückzug wurde gedeckt von einer Artilleriebatterie unter dem Kommando von Hauptmann (später Generalfeldmarschall) Leopold von Bayern, der hier verwundet wurde. Er erhielt für seine Leistungen in diesem Gefecht den Militär-Max-Joseph-Orden, die höchste bayerische Auszeichnung für Tapferkeit vor dem Feind.
Der Gegenangriff der deutschen Armeegruppe führte am nächsten Tag zur Schlacht bei Loigny und Poupry.
Die Verluste der Bayern betrugen 42 Offiziere und ca. 1.000 Mann, die der Franzosen sind nicht genau belegt.